# Magnus Tideman
Magnus Tideman (Uppsala, 9 aprile 1963) è un ex tennista svedese.

## Carriera
Nel 1983 vince in doppio l'ATP Bordeaux, in coppia con Stefan Simonsson, battendo in finale gli argentini Francisco Yunis e Juan Carlos Yunis per 6-4, 6-2. Nei tornei del Grande Slam ottiene il suo miglior risultato raggiungendo i quarti di finale di doppio agli Australian Open nel 1988.

## Statistiche

### Doppio

#### Vittorie (1)
| Numero | Anno | Torneo                 | Superficie  | Compagno         | Avversari in finale               | Punteggio |
| 1.     | 1983 | ATP Bordeaux, Bordeaux | Terra rossa | Stefan Simonsson | Francisco Yunis Juan Carlos Yunis | 6-4, 6-2  |